# Gens Càssia
La gens Càssia (llatí: gens Cassia) va ser una gens patrícia de l'antiga Roma, més tard una gens plebea.
L'únic patrici que va arribar a la màxima magistratura de cònsol va ser Espuri Cassi Viscel·lí (cònsol l'any 502 aC) que va proposar la primera llei agrària, però va ser mort pels patricis. Després els Cassi van ser plebeus segurament a causa d'aquesta mort o potser perquè els patricis els van expulsar d'aquesta categoria.
La família va ser considerada una de les més nobles de Roma, i mencionada durant tota la república i durant l'imperi. Algun membre d'aquesta família va ser el constructor de la Via Càssia, que portava de Roma a Arretium. La principal branca familiar durant la República va ser la dels Longí (Longinus) i algunes altres van ser els Hemina, els Parmenses (Parmensis), els Ravil·la (Ravilla), els Sabacó (Sabaco), els Var (Varus) i els Viscel·lí (Viscellinus). Sota l'Imperi els prenoms van ser molt nombrosos.